# Buruntuma
Buruntuma – wieś w Gwinei Bissau, w regionie Gabú.
Wieś położona na granicy w Gwineą.
24 lutego 1970 grupa zbrojnych bojowników Afrykańskiej Partii Niepodległości Gwinei i Wysp Zielonego Przylądka zaatakowała stacjonujący we wsi mały garnizon portugalski bronią ciężką i granatami, wydarzenie to jest nazywane "masakrą w Buruntumie".